# Jurij Łutowinow

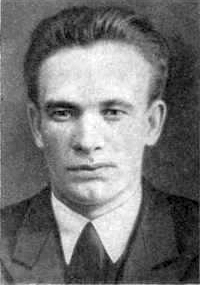
Zdjęcie Jurij Chrisanfowicza Łutowinowa

Jurij Chrisanfowicz Łutowinow (ros. Ю́рий Хриса́нфович Лутовинов, ur. 1887 w Ługańsku, zm. 7 maja 1924 w Moskwie) – rosyjski rewolucjonista, bolszewik.
Od 1904 w SDPRR, aresztowany i zesłany do guberni archangielskiej, zbiegł. Ponownie aresztowany, został zesłany do obwodu jakuckiego, skąd również zbiegł, w 1917 był przewodniczącym ługańskiego związku metalowców i ługańskiego komitetu SDPRR(b). Od grudnia 1917 przewodniczący Doniecko-Krzyworoskiego Obwodowego Komitetu Związków Zawodowych, między marcem a kwietniem 1918 przewodniczący Rady Komisarzy Ludowych obwodu ługańskiego, od kwietnia 1918 zastępca przewodniczącego Rady Komisarzy Ludowych Doniecko-Krzyworoskiej Republiki Radzieckiej, od 12 lipca do 17 października 1918 członek KC KP(b)U. Od 1918 w Armii Czerwonej, od stycznia 1919 do maja 1921 członek Prezydium Wszechzwiązkowej Centralnej Rady Związków Zawodowych, od 10 grudnia 1919 do 31 grudnia 1920 i ponownie od 5 stycznia do 29 grudnia 1920 sekretarz WCIK, w 1920 przewodniczący Komitetu Wykonawczego Ługańskiej Rady Powiatowej. W latach 1921–1922 zastępca przedstawiciela handlowego RFSRR w Niemczech, od września 1922 ponownie członek Prezydium Wszechzwiązkowej Centralnej Rady Związków Zawodowych. Popełnił samobójstwo.